# 劉家謙
劉家謙（?—?），江西省南昌府奉新縣人，清朝政治人物、同進士出身。
光緒九年（1883年），参加癸未科殿試，登進士三甲30名。同年五月，著以内阁中书。